# 太平軍過縣始末岩刻
太平軍過縣始末岩刻位於四川省合江縣鎖口鄉，文物遺址年代判定為清。1996年9月16日公佈為四川省第四批省級文物保護單位。